# 281-я стрелковая дивизия
281-я стрелковая дивизия — воинское соединение Вооружённых Сил СССР в Великой Отечественной войне.

## История

### Формирование
281 сд сформирована в июне 1941 г. в г. Боровичи Ленинградской области  на основании  директивы  штаба Северного фронта № 1/34320 от 14.7.41 г.
В составе действующей армии с 11 июля 1941 по 2 апреля 1944, с 30 апреля 1944 по 30 сентября 1944 и с 16 октября 1944 по 9 мая 1945 года.
Формирование дивизии проходило в период с 1.7.1941 г. по 8.8.1941 г. в составе 1062, 1064, 1066 стрелковых полков, 816 артиллерийского полка, 556-й отдельного сапёрного батальона, 360 отдельной разведывательной роты и других подразделений.  Костяк формирования – ленинградцы.
18.7 41 г. прибыло командование дивизии.  В конце июля 41 г.  дивизия приступила к плановой учёбе, изучению тактики, проводились стрельбы из миномётов и стрелкового оружия. Согласно Журналу боевых действий 281 сд  дивизия приняла присягу 31.8.41 г. (так в документе) .

### 1941 год
По приказу Главнокомандующего Северо-Западным направлением Маршала Советского Союза К.Е. Ворошилова дивизия была переброшена на Кингисеппский участок обороны (КУО) , Копорское направление,   в состав 8-й армии.
С немецкой  стороны  на этом направлении действовали 6 -я танковая  дивизия, 36-я моторизованная дивизия, 38-й  армейский  корпус в составе 1-й и 58-й пехотных дивизий.
В первой половине августа на фронте сложилась опасная для Ленинграда  ситуация. Немецкая  танковая  группа  перешла  в наступление, войска Кингисеппского участка обороны (КУО) начали отходить в восточном и северо -восточном направлениях.  16  августа  пали  Нарва  и  Кингисепп.     Передовые отряды противника завязали бой с охранением Красногвардейского укреплённого района и  к  17  августа  прорвали  оборону КУО.   С 16.8.41 года войска района дрались в условиях окружения ).
Согласно приказу дивизия передислоцирована в район ст. Сиверская и 12 августа сосредоточилась на участке Большое Заречье – Замостье - Михайловка, с  15.8.41 г. поступила  в  распоряжение КУО и начала оборонительные бои с немецкими войсками.
17.7.-18.7 41 г. части дивизии начали  бои с  противником, успеха не имели, часть дивизии под ударами противника была рассеяна в  районе Тешково.   Из документа Оценка обстановки и ходатайства по Кингисеппскому участку обороны:  «281 сд благодаря плохому управлению и из- за растерянности командования 16-17 понесла большие потери, часть людей расползлась, в результате в составе дивизии осталось около двух с половиной тысяч  активных бойцов, из них значительная часть после бегства с поля боя. Имеются значительные потери в командном составе и в вооружении». Согласно  этому же документу из всех частей КУО  случаи  паники и  оставления  без  приказа позиций  отмечены ещё  только в 1 ГД (Дивизии Народного ополчения). «В боях с немецкими захватчиками наряду с геройски сражающимися подразделениями, командирами, политруками и красноармейцами оказались проявляющие трусость, растерянность, что приводило к ненужной потере мат.части, потере управления войсками. В 1064 и 1066 сп имелись случаи бегства с поля боя, оставления матчасти». Часть военнослужащих преданы суду военного  трибунала .
Не закончив сбор подразделений,  в ночь на  19  августа 281 сд  при поддержке  танков  2-го танкового  полка (лёгкие танки БТ)  дивизия  попыталась атаковать противника под   Бегуницами и Артюшино,  но безуспешно.  1064 полк  в составе 700 штыков до 15.00  вел интенсивный бой,  понёс  значительные потери и  отошёл в район юго- западнее Бегуницы.
С 20.8.41 г. дивизия продолжала сбор состава, созданы  сводные отряды общим числом 320 человек  для организации узлов противотанковой обороны под  Бегунцами  и  Томарово.  1062 сп трижды безуспешно пытался атаковать противника севернее Брызгалово.  В последующие дни части дивизии занимают рубеж обороны Гомонтово,  Негодицы (Ленинградская область), Греблово, проводят укрепление занимаемых   позиций, отражают атаки противника.
С 25 августа Кингисеппский  участок обороны был переформирован в Копорскую опергруппу.
23 августа 1941 года Северный фронт на основании директивы Ставки ВГК от 23 августа 1941 года разделён на  Карельский и Ленинградский  фронты.
В августе - сентябре 41 г. дивизия ведёт оборонительные бои с атакующим противником под Кингисепом – Волосовым на  Ораниенбаумском направлении.
К 6 сентября дивизия в составе 8-й армии заняла оборонительный рубеж у д. Порожки  (Гостилицкий сельсовет Ломоносовского района,  до 1948 г. Ораниенбаумского  района,  Ленинградской области)   - Коровино.  6.9.41 года  немцы начали новое наступление  на Ленинград. Противник силами до 4 рот при артиллерийской поддержке и поддержке 7 танков вынудил 1066 сп, понёсший большие потери,  отойти, заняв новые позиции в том же районе.
11.9.41 г.  дивизия  предприняла попытку овладеть  н/п Порожки, частям дивизии удалось ворваться в деревню,  но затем они противником были выбиты. Дивизия  проводит укрепление  занимаемых  позиций  и ведёт  оборонительные бои.
26.9.41 г. 1062 сп совместно с 301 стрелковым полком  48 стрелковой дивизии и батальоном  Военно-Политического Училища  (батальоном, сформированным  из курсантов Ново-Петергофского военно-политического пограничного училища)  предприняли попытку овладеть Коровино. Советские части ворвались в Коровино, дальнейшее продвижение было остановлено противником, части отошли на исходные рубежи, но нанесли в этой атаке значительные потери немцам в живой силе и потери в  материальной части.
10.10.41 г.  дивизия предприняла  попытку овладеть населённым пунктом Порожки,  13.10.41 г. опорным пунктом в районе рощи  Петровская, но успеха не имела.  13.10. 1066 сп потерял убитыми 50 человек.
26.10.41 г. дивизия выведена в резерв Ленинградского фронта, передав боевой рубеж 85 стрелковой дивизии.
Части дивизии сосредоточились в районе Старая- Хирвости- Токкари- Пундолово для укомплектования и переформирования, получала пополнение, материальную часть, проводилась боевая  подготовка.  Формирование закончено 9.12.41 г..
10.11.41 г. началась Тихвинская стратегическая наступательная операция.  12.12.41 г. дивизия перешла в подчинение 54-й армии  и получила  задачу  сосредоточиться в районе Рабочего поселка № 8 и наступать на станцию Погостье с задачей овладеть ею. По овладении Погостье, создать круговую оборону. Одним батальоном овладеть Виняголово,  вести разведку Малукса - Березовка. 12.12.41 г.  816 артполк и ОЗАД (отдельный зенитный артиллерийский дивизион)  переправились через Ладожское озеро,  полки дивизии сосредоточились в районе рабочего посёлка № 8. Наступление назначено на 9.00.14.12 41 г.
15 декабря 1941 года в 7.00. 1066 сп с частью сил 1062 и 1064 сп овладели  деревней  Погостье, немецкий гарнизон был почти весь уничтожен,  наступление на станцию Погостье успеха не имело. 17.12. частью сил дивизия перехватывала дороги на Погостье, Виняголово и Малукса.  В дальнейшем наступлении части дивизии, столкнувшись с узлами сопротивления противника, понесли потери и были отброшены назад. 18.12.41 г. части дивизии, не сумев  создать прочной круговой обороны, оставили Погостье и отошли на рубеж Малукса. 
В период с 19.12.41 г. по 10.1.42 г. дивизия вела непрерывные упорные бои по овладению станцией и деревней Погостье, но успеха не имела, смогла выбить противника из Малуксы, отбросив его на  линию железной дороги, где противник к этому времени сумел организовать прочную оборону.
Бои в районе Погостья и Малуксы в декабре 1941 г. и в 1942 г.  носили исключительный по ожесточению  характер. «Немецкий ветеран так писал о тех боях: «Русские бились с таким упорством…  Из одиночных окопов они вели бой до тех пор, пока их не забросали гранатами…» .

### 1942 - 1943 г.г.
В начале 42 г.  во время  начавшейся 7.1.42 г.  Любанской наступательной операции по прорыву блокады Ленинграда  дивизия в составе 54-й армии Ленинградского фронта удерживает занимаемый рубеж, продолжает локальные наступательные бои в районе  Погостье,  Виняголово,  Малукса, ручей Дубок.  Дивизия несёт потери, в том числе от активного  артогня и действий  авиации противника (на 9.1.42 года в 1062 сп активных штыков 31, в 1062 сп -  60, в 1066 сп- 70), получает пополнение и продолжает выполнять поставленные задачи. Несмотря на боевые действия,  в дивизии проводятся занятия по обучению личного состава .
3.2.42 г. по приказу Командующего 54-й армии   дивизия передала боевой участок  177-й стрелковой дивизии  и сосредоточилась в районе  Бараки Восточные на доукомплектование и переформирование .
Вторичное формирование дивизия закончила 8 марта 1942 года и в составе 54-й армии  части дивизии -  1062 сп,1066 сп и 816 артполк -  сосредоточилась в районе отметки 55.0., приняли боевой участок от частей 80-й стрелковой дивизии
.
9 марта 42 г.  при поддержке 122-й танковой бригады дивизия  перешла в наступление в районе  юго – западнее  Погостья в направлении Кондуя  с задачей овладеть этим населённым пунктом и развивать наступление на Любань.  Против дивизии действовали  подразделения противника  в составе 385 пп 223 пд, 283 пп, 33 пп, 23 танкового полка 12 танковой дивизии.
Под ударом советских войск противник начал отходить к подготовленному укреплённому узлу и в течение 10 дней, подтянув танки и используя авиацию,  сдерживал атаки частей дивизии на рубеже Виняголово - Кондуя - Смердыня.  На 11 марта 42 г.   в результате потерь в дивизии насчитывалось  1469 активных штыков .
19.3.42 года 1066 и 1062 стрелковые полки при поддержке 122-й танковой бригада  отбросили противника  к реке Кородынка. 19.3.42 года части дивизии, сломив сопротивление противника, ворвались в Кондуя.
6.4.42 года дивизия перешлав в резерв 54-й армии, с 9.4.42 г. вошла в состав Временной оперативной группы 54-й армии и продолжала  наступательные бои с целью овладения Липовик (Киришский район Ленинградской области). Частям дивизии  удалось потеснить немецкие войска, выйти на подступы к Липовику.
За период боёв с 9.3. по 18.4.42 г. противнику был  нанесён большой урон в живой силе, уничтожено 9 танков, 13  ПТО,  150 мм орудие, 122 мм орудие,  105 мм орудие, 7 миномётов, 24 станковых пулемёта и др.
Захвачено большое количество боеприпасов, 150 мм орудие, 122 мм орудие, 19 ПТО,   30 миномётов, 16 станковых пулемётов  и другое вооружение и имущество. Сбиты 4 Ю-88 и 1 Ю-87.
С 4.5.по 21.5 42 г. дивизия вела наступление с задачей перерезать дорогу Лупполь - Липовик и обеспечить фланг ударной группировки армии, наступавшей на Липовик. Дивизия задачи не выполнила, 21.5.42 г выведена в резерв командующего армией.
На 1.6.42 г. 281 сд - резерв 54 армии, занимает оборонительные позиции в полосе Бараки Западные, Бараки Восточные, занимается боевой подготовкой.
7.8.42 г. 281 сд принимает полосу обороны от 294 сд, с августа 1942 г. по ноябрь 1943 г. занимает  оборону на восточном берегу реки Тигода на Любанском направлении, обороняет полосу в 18 км.  В течение всего времени противник на фронте дивизии наступательных действий не предпринимал.
Против войск 54 армии стояли 96, 217, 93 и 11 пд (38 батальонов) противника с боевым составом 25 000.
Соотношение огневых средств на 1 км фронта  составляло (противник / советские войска) по пулемётам 3,9 к 1.9, миномётов 4,1  к 5,9 , орудий ПТО 2.3 к 2,0, орудий дальнобойной артиллерии 1,6 к 0,7, численность немецких дивизий составляла от 8 до 10 тысяч солдат и офицеров. В сентябре 42 г. в 281 сд состояло 4357 человек, из них активных штыков 1026, 33 орудия, 79 минометов при недостатке боекомплекта. «С имеющимся людским составом дивизия наступать не может.  С ограниченным лимитом бк не может вести активной обороны на фронте (18 км), который она обороняет» .
Не имея преимущества в силах и средствах ни советские, ни немецкие войска вести  регулярные наступательные  действия не могли, проводились локальные  попытки  наступления,  действия разведгрупп,  пресекавшиеся артминомётным огнём.  Проводились артминомётные обстрелы разной интенсивности, авианалёты. В 54 армии было развито движение истребителей (снайперов). В числе лучших в 54 армии были снайперы из 281 сд , уничтожившие 100 и более солдат и офицеров противника.
Но попытки наступлений  советскими частями проводились.  Создав преимущество в артиллерии на участке 6 км  с 16.9. по  17.9 42 г. 54 армия силами ударной группы в составе 198, 80, 281 сд и 124 танковой бригады перешла в наступление на Смердыня - Макарьевская пустынь на Любанском направлении.  281 дивизия силами  1064 и 1062 сп наступала, содействуя 80-й сд, наносившей главный удар в направлении  реки  Лезна.  Наступление успеха не имело,  были понесены потери и части отошли на занимаемый рубеж. 281 сд потеряла  убитыми 135 человек, ранеными 311 человек.  Причина неуспеха - незнание противника, недостаточная подготовка рядового и начальствующего состава .
Повторно наступление с целью захвата опорного пункта Смердыня было предпринято в феврале 1943 г., так же окончившееся неудачей.
Дивизия продолжала занимать оборону на восточном берегу реки Тигода  - Дидвино.
Участок обороны противника имел сплошные минные поля, уложенные минами без металлических частей,  не реагировавших на миноискатели,  сигнальную и колючую проволоку, разведгруппы часто подрывались, обнаруживая себя.  Летом 42 года два месяца  ни одна разведка частей армии не захватила контрольного пленного (не считая добровольного перехода отдельных солдат, преимущественно австрийцев и поляков) .
Но 281 сд по ведению разведки и захвату пленных являлась ведущей в 54 армии.  Разведкой штурмом дивизия захватила 17 пленных, 10 пулемётов, 4 миномёта, разрушено 96  ДОТ  и блиндажей.  В дивизии были проведены показательные занятия с  целью передачи опыта  по разведке штурмом.
5 октября 1943 г. рядовой, автоматчик 1064 сп 281 сд  Туйчи Эрджигитов во время наступления полка в районе деревни Смердыня  закрыл  своим телом амбразуру вражеской  ДОТ,   пулемёт захлебнулся,  подвиг  героя   обеспечил  продвижение роте.  Указом Президиума ВС СССР от 21.2.44 г. Эрджигитов  награждён званием  Героя Советского Союза посмертно.
Относительная стабильность в полосе 54 армии продолжалась до января 1944 г.
В декабре 1943 - январе 1944 г. дивизия доукомплектовывалась и проводила месячную боевую подготовку  в составе 115 стрелкового корпуса и  готовилась к предстоящему наступлению.

### 1944 год
Новгородско-Лужская  наступательная  операция
В январе 1944 года 281 сд в составе 115 стрелкового корпуса 54-й армии  приняла  участие в  Новгородско-Лужской наступательной операция войск Волховского фронта.
54 армия занимала рубеж обороны Погостье, Смердыня, Кородыня, Посадников Остров, Кириши до реки Волхов, по плану операции 115 ск  должен был наносить с северо- востока удар по Любанской группировке противника, опиравшейся  на укреплённую долговременную оборонительную линию,  перерезать ж.д. Ленинград- Москва и, овладев городом Любань, повернуть в направлении Оредеж  .
В документе Боевой путь 115 ск отмечена  большая работа, проведённая в частях  перед проведением наступления по разъяснению основной  задачи наступательной операции – снятию блокады Ленинграда.
16.1.1944 г. части  281 дивизии вместе с другими частями 115 ск  перешли в наступление.  Артподготовка продолжалась 1.5 часа, но атакующие на направлении главного удара части были встречены сильным ружейно - пулемётным огнём и залегли. На  направлении вспомогательного удара 8 стрелковая рота 1062 сп 281 сд   под командованием  старшего лейтенанта  Баранова, преодолев рубеж реки Тигода, прорвала оборону противника на глубину 2 км. В образовавшийся прорыв командир 1062 сп подполковник Чебров  своевременно ввёл свой резерв. Успешное наступление 1062 сп содействовало  продвижению 1066 сп дивизии и частям 285 сд, прорыв был расширен до 3 км. В образовавшийся прорыв сначала введены части 115 ск, затем резервы 54 армии. Захватом тактической высоты 45.1. полк обеспечил прорыв сил 115 ск и 54 армии  
С боями с постоянно контратакующим противником, опиравшимся на опорные пункты Коколаврик, Черемная Гора, Дидвино и получившим подкрепления (части немецкой  21 пехотной дивизии,  Испанского легиона и др.), войска корпуса в полосе наступления 281 сд медленно,  но уверенно прогрызали долговременную оборону противника,  обходя опорные пункты и перенося удары на разные направления.  1064 сп  вёл  бои в течение 8 суток  в тяжелых условиях, находясь в тылу противника, будучи связанным с основными частями лишь пешеходной тропинкой через болото.   28.1.44 года  части 281 сд с другими частями корпуса  вышли на окраину города и ж/д станции Любань и к вечеру освободили город и станцию,  а так же  железнодорожные станции  Померанье и Трубников Бор, освободив главную магистраль, связывающую Москву и Ленинград.
28.1 - 8.2 44 г., преследуя противника и отрезая ему пути отхода, дивизия заняла десятки населённых пунктов и  8.2. 44 г. совместно с 124 танковым полком овладела районным центром Ленинградской области  Оредеж, заранее подготовленным противником как опорный пункт  .
10.2.44 года корпус введен в состав 67-й армии.  К ночи 13.2 44 года совместно с частями 72 стрелковой дивизии дивизия с другими частями 115 ск  участвовала в освобождении железнодорожного  узла  и города  Луга.
В зимних боях 1944 г. дивизия с боями прошла  более 200 км, освободила 62 населённых пункта Ленинградской области, разгромила 4 пехотных дивизии и ряд отдельных частей противника.
В документе Описание боевого пути 115 ск отмечены  возросшее мастерство и боевая выучка частей корпуса,  умение оперативно реагировать на изменение обстановки, хорошо организованное взаимодействие родов войск, а так же  исключительная стойкость, выдержка и самоотверженность личного состава 1064 сп  281 сд  во время проведения наступательной операции.
В приказе Верховного Главнокомандующего № 013  от 29 января 1944 года отмечено, что в боях за город Любань в ряду других частей  отличилась 281 cд (командир генерал – майор Исаков).  Дивизии присвоено  Почетное  наименование Любанская дивизия .
В марте 1944 года дивизия  выведена из состава 115 ск и передислоцирована сначала в район Токсово, затем в район г. Калинин, в течение апреля пополнялась личным составом и занималась боевой подготовкой.
Выборгская операция Ленинградского фронта 
В июне- июле 1944 года 281 сд в составе 98 стрелкового корпуса 23 армии  участвует  на Карельском перешейке  в Выборгской наступательной операции Ленинградского фронта.
11.6.44 года  с рубежа реки Сестра 281 сд с другими дивизиями корпуса  с боями с финскими арьергардами  прорвали  первый рубеж обороны в районе Хартонен и  вышла на вторую главную долговременную линию обороны (линия VT) в районе Сийранмяки (не существующей в настоящее время деревни, находится недалеко от посёлка Первомайское (до 1948 г. посёлок Первомайское назывался Кивеннапа), Выборгский район (Ленинградская область)), высота 171.0 . Узел обороны  Сийранмяки являлся ключевым на этом участке, имел  сеть  железобетонных долговременных огневых точек (ДОТ), 4-5 рядов бетонных надолб («Зубы дракона»), минные поля, три линии траншей и ОТ (огневых точек),  4 ряда проволочных заграждений  .

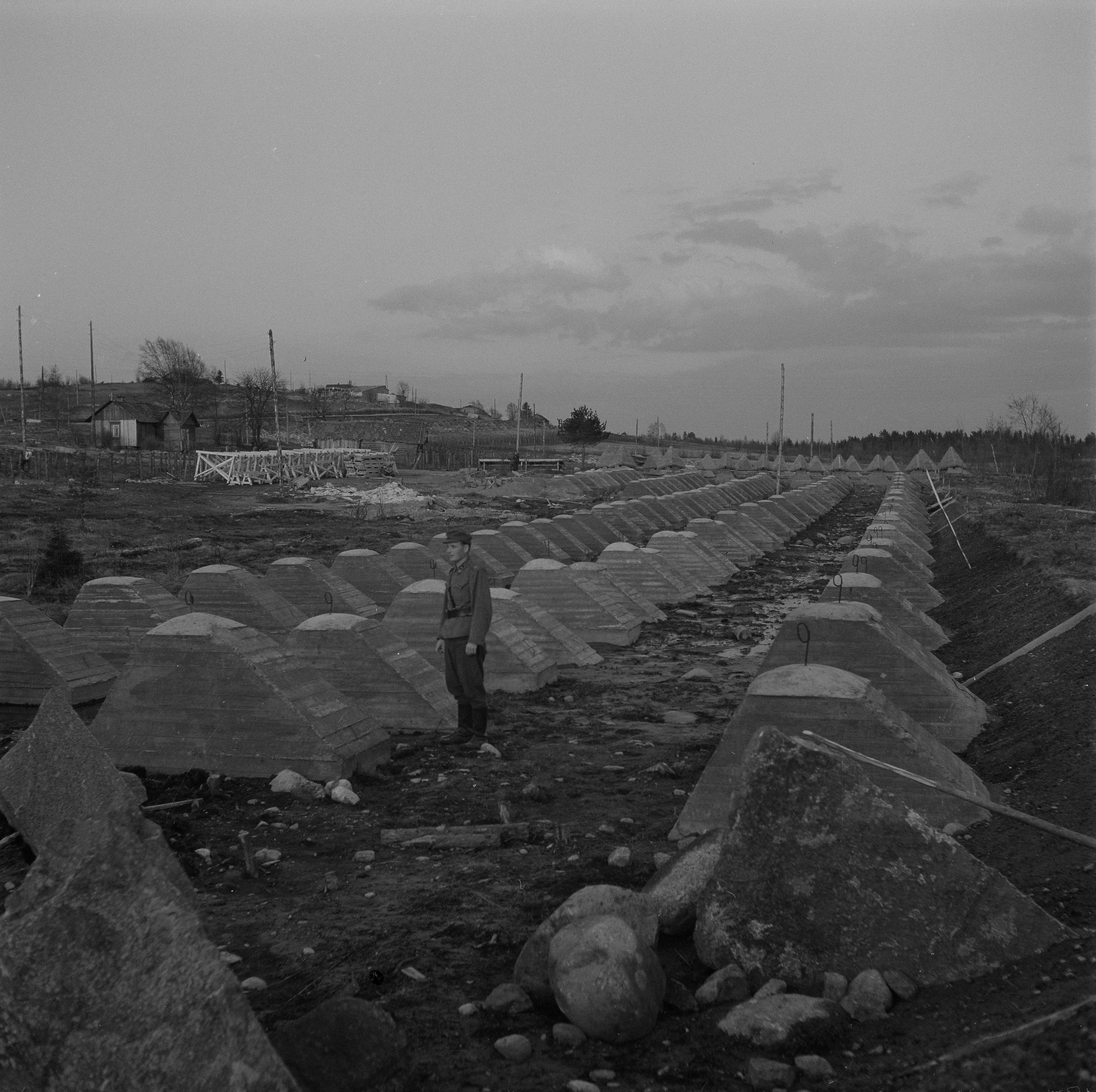
Участок линии финской обороны в деревне Сийранмяки, 1944 г. Фотографии из архива Сил обороны Финляндии (SA-Kuva).

281 сд действует на направлении главного удара 98 ск (Сражение за Сийранмяки). 14.6.44 года части корпуса с частями усиления  после 50-минутной артподготовки начинают штурм узла обороны противника. Завязались упорные бои,  14.6.1944 г. 1064 и 1062 сп дивизии с частями усиления почти полностью овладели основной высотой 171.0 опорного пункта Сийранмяки.  Решающую роль в захвате высоты сыграли штурмовые группы полков 281 сд. Финны, пытаясь вернуть утраченные позиции,  под прикрытием артогня вплотную подходили к траншеям, но артогнём , автоматно – пулемётным огнем и гранатами отбрасывались.  14.6.1944 г. 1062-й и 1064-й сп  дивизии отбили 6 контратак противника, 1066 сп овладел опорным пунктом Вехмайнен, находившийся восточнее  Сийранмяки .
Дальнейшее продвижение частей корпуса сдерживалось упорно оборонявшимся противником.  В результате потерь 1062-й полк был выведен во 2-й эшелон.
Утром 16.6.44 года измотанные  финские части,  понёсшие значительные потери,  начали отвод войск на третий оборонительный рубеж на  реке Вуокса. 281 сп участвовала в  преследовании  отходящего на север  противника.
Ефрейтор 1064-го стрелкового полка 281-й стрелковой дивизии Роман Петрович Хованский и командир батареи 816-го артиллерийского полка 281 сд старший лейтенант Владимир Иосифович Мостовой за подвиги в сражении за Сийранмяки удостоены звания  Героя Советского Союза.
Во время продолжения Выборгской наступательной операции 281 сд в составе 98 ск принимала  участие в боях в межозерном  дефиле, в сражении на реке Вуоксе в июне—июле 1944 года .
С 4.7 по 7.7. 44 г.  дивизия с другими частями  98 стрелкового корпуса  23 армии (381  стрелковой дивизией, 22 стрелковым полком  92 стрелковой дивизии) с частями усиления, (46 Отдельным Гвардейским  тяжёлым танковым  полком прорыва,  226 отдельным  танковым полком, артиллерийскими частями)  участвовала в ликвидации  финского плацдарма  на правом  берегу реки  Вуокса, прикрывавшего место предстоящего форсирования реки 23-й армией.   8.7.44 г. плацдарм был ликвидирован.
Советские  части в боях  понесли большие потери.   8.7.44 г. личный состав 1062 сп  и 1064 сп  сведен в один батальон и влит в 1066 сп .
Противник понёс значительный урон.   Потери только одной из  оборонявших плацдарм финских  частей, 2 пд,  составили 1200 убитых, 4600 раненых, около 1000 утонувших – половину личного состава.  В оборонительном  сражении «финские войска на отмели подвергались столь яростному огню, что уничтожались целые батальоны (численностью около 750 человек)…» Переправившийся на левый берег Вуоксы «первый батальон седьмого полка целиком уместился в одной шлюпке» .
15.7.44 г.  в составе 98 ск с занимаемым рубежом обороны от Ниэмеля до озера Кокон-селькя перешёл в подчинение 21 армии .
Бои за Сийранмяки  и сражение на Вуоксе , в которых принимала участие 281 сд,  в ряду (Сражение при Куутерселькя, Сражение при Тали — Ихантала)  самых тяжёлых и кровопролитных сражений на Карельском перешейке летом 1944 г.
6.9.44 г. 281 сд  в составе 98 ск после окончания боевых действий с Финляндией передислоцирована сначала в район 30 км южнее  Тарту,  затем   в район г. Острув-Мазовецка (Польша), где в составе 2-й ударной армии вошла  в состав 2-го Белорусского фронта.

### 1945 год
В 1945 году 281 сд в составе  98 стрелкового корпуса  в составе 2-й ударной армии (командующий армией генерал-полковник Федюнинский) 2-го Белорусского фронта (Командующий фронтом Маршал Рокоссовский) участвовала  в Восточно-Прусской операции (13 января 1945 г. — 25 апреля 45 г.), её составной части Млавско-Эльбингской операции, в Восточно — Померанской операции (10 февраля 1945 г.- 4 апреля 1945 г.).
В  конце декабря 1944 г.- начале января 1945 г. части дивизии находятся в прежних местах дислокации, проводят оборудование командных и наблюдательных пунктов. 556 отдельный сапёрный батальон продолжает работы по постройке моста через реку Нарев, заготовку элементов моста грузоподъёмностью  60 тонн. Офицерский состав проводит рекогносцировку полосы предстоящего наступления  корпуса севернее города Пултуск.  К  8.1.45 г. части дивизии закончили сосредоточение в предисходном положении северо- западнее Точнабель (Мазовецкое воеводство).
Прорыв немецкой  обороны севернее города Пултуск
Оборонительный рубеж города  Пултуск, который предстояло взять частям корпуса,  состоял из 2-3 линий траншей полного профиля. Перед передним краем установлены спирали Бруно. Между основными рубежами дополнительные рубежи траншей полного профиля, минные поля. По всему фронту был противотанковый ров. Подвалы в городе оборудованы как огневые точки, в городе до 9 двухамбразурных  ДОТ. Передний край был пристрелен артиллерией.  Оборону держали  немецкие 5 лёгкая пехотная дивизия, 61 и 62 пп, 7 батальон 7 пд и другие части .
14.1.45 г. войска перешли в наступление с плацдарма на западном берегу реки Нарев.  142 и 381 сд наступали в первом эшелоне, нанося основной удар. 281 сд наступала во  втором  эшелоне с задачей прикрывать фланг 381 сд.
Завязались ожесточённые бои,  142 и 381 сд, взяв последовательно три траншеи  противника,   продолжали  наступление.   В ночь на 15.1. гитлеровские войска, подтянув  7-ю танковую дивизию, перешли в контрнаступление, проведя три контратаки силами 60 и 40 танков и потеснили 381 сд в районе Тшцинец. 281 сд,  прикрывая фланг 381 сд,   наступала на Руда и Клещево и овладела  этими пунктами.   В ночь на 16.1. были введены в бой ночные батальоны. В 3.00. части 281 сд заняли г. Пултуск,  в центре города подразделения соединились с  частями  65-й армии, штурмовавшими Пултуск с юго-запада .
Дивизия выполнила поставленную задачу, противник был скован, 381 сд  обеспечена  от фланговых атак.   1064 сп, занявший Пултуск, действовал при поддержке только штатных артминомётных средств, штурмовые группы действовали решительно, нанеся противнику большие потери.
После взятия Пултуска части дивизии, находясь во втором эшелоне 98 ск,  с боями с заслонами противника,  продвигались в направлении Голотчизна,  Дронжево (Мазовецкое воеводство  в восточно-центральной Польше) в готовности  развить успех наступления. 19.1.45 г. вышли  в район Хойново, Залесе.  
20.1.45 г. корпус переходит в резерв армии. Дивизия сосредоточилась в районах Рамтен, Нейбург, Альтмарк, проводит боевую подготовку, очистку местности от разрозненных групп противника.
Бои за город  Эльбинг 
1.2.45 г. дивизией получена боевая задача из штаба 98 ск: совершив марш из района Христбург в направлении Заафельд, Гиршфельд,  овладеть городом  Эльбинг, отсечь тем самым окружённую в Восточной Пруссии группировку от основных районов Германии.
Эльбинг являлся вторым  по величине городом Восточной Пруссии, транспортным узлом, прикрывал подступы к Данцигской бухте. Подступы к Эльбингу и город оборонял гарнизон противника численностью свыше 10000 солдат и офицеров, состоявший из 83 пп 28 лпд, остатков 391 пп 249 пд, отдельных батальонов разных частей, запасных батальонов, кроме того, непосредственно в боях за город участвовали до 4000 фольксштурмистов .Сильно пересечённую, сложную для наступления местность на подступах к городу  противник дополнительно укрепил, кроме того, использовал не отмеченные на картах недавно построенные посёлки и отдельные дома.

Противотанковый ров на подступах к городу Эльбинг (Германия, 1945 год). Из альбома фотоснимков к докладу о боевых действиях 5-й гвардейской танковой армии.

Снегопад и бураны сделали дороги непроходимыми для автотранспорта. Пехоте предстояло совершить 60-километровый марш по бездорожью и сходу  вступить в бой, овладеть восточной и центральной частями города и соединиться с частями 381-й и 86-й сд.  
3.2.45 г. части дивизии после короткой артподготовки  перешли в наступление,  встретили упорное сопротивление немцев и в течение ночи отбили 3 контратаки противника силами до роты. Части понесли потери и в течение ночи приводились в порядок.
5.2.45 г. части дивизии вели бой на восточной окраине города. 6.2.45 г. в 8.00 сводный отряд на 5 СУ и 8 автомашинах с пятью орудиями сопровождения, без артподготовки,  ворвался в город, штурмовые группы полков, развивая успех, очистили от  противника восточную и юго-восточную часть города.
Гарнизоны  противника,  оборонявшиеся в домах, были уничтожены или захвачены в плен. С 6 по 9.2.45 г. части дивизии вели упорные бои по очищению от противника центральной части города. Гарнизоны противника не сдавались вплоть до полного их уничтожения. В боевых порядках штурмовых групп действовали группы подрыва и поджога.
9.2.45 г начался решительный штурм. Расчленённые гарнизоны немцев  стали сдаваться в плен. К исходу дня город был очищен от противника. Дивизия выполнила боевую задачу, заняв восточную, юго- восточную и центральную часть города, соединившись с другими частями, штурмовавшими Эльбинг.  Дивизией взято в плен более 1000 немецких военнослужащих,  захвачены 2 госпиталя с находившимися в них более  2000 раненых .
В Приказе  № 271 10.2.1945 г. Верховного Главнокомандующего Командующему войсками 2-го Белорусского фронта Маршалу Рокоссовскому, начальнику штаба фронта генерал – лейтенанту Боголюбову  отмечены войска генерал-лейтенанта  Анисимова (командир 98 ск), наиболее отличившиеся части представлены к присвоению Почетного наименования Эльбингских (см. раздел  Награды и почётные наименования).
После тяжёлых боёв зв город подразделения приводились в порядок; произведен точный учёт личного состава и вооружения. Стрелковые полки переформированы из расчёта дивизия 4.5 тыс. состава, полк - двухбатальонного состава, в батальоне три стрелковые роты по 60 человек. Произведён разбор боёв за Эльбинг с офицерским составом.
24.2. 45 г. части дивизии выступили на марш в новый район сосредоточения,  переправились через реку Висла и сосредоточились в Червинск - Рукошин. 25.2 45 г. ледоход на Висле разрушил переправу и значительная часть имущества, боеприпасов и горючего остались на восточном берегу.
С 25.2.по 4.3 45 г. дивизия дислоцировалась в районе Червинск,  Белица, проводилась учеба с личным составом. 4.3. 45 г. дивизия временно передана в состав 108 стрелкового корпуса с готовностью наступления в направлении Прейсиш- Старгард,  участвует в наступлении корпуса, 6.3.45 г. выходит к реке Венгермуц, в короткий срок наводит  три переправы, части переправились и потеснили противника, с боями продвигается  в направлении Диршау.
За время боёв в составе 108 ск на направлении Диршау дивизия заняла 32 населённых пункта, в том числе г. Пельплин, разгромили 690 пп 337 пд,  277 и 251 пп 83 пд и другие части.
Потери дивизии за этот период составили убитыми 197 человек, 692 человека ранеными.
С 14.3.45 г. Дивизия находится в резерве и с 16.3 вновь входит в состав 98 ск.
Бои за город Данциг 
17.3.45 г. 98 ск перешёл в наступление в направлении на Данциг, крупнейший  порт  и  важнейшую  военно-морскую   базу  немцев на Балтийском море.
281 сд выдвигается в район Гренсдорф с задачей быть в готовности развить успех 381 сд  и 142 сд 98 ск.  816 артиллерийский полк  и 341 ОИПТД   281 сд  поддерживали 142 сд.
21.3.45 г. части дивизии  перешли в наступление, преодолевая сопротивление противника, продвигались в направлении  Данцига.
В ночь на 27.3.45 года 1062 сп, действуя штурмовыми  группами   при поддержке 15 танков 30-й гвардейской танковой  бригады, очистил от противника северную часть  пригорода Данцига Ора, к 28.3.45 г. 1062 и 1064 сп  под  исключительно сильным огнём  противника заняли  северную часть Ора и юго- восточную часть Данцига.  30.3. 45 г.  в результате  упорных  боёв Данциг был взят советскими войсками, части 281 сд  продолжали зачистку от войск противника восточной части Данцига и  вступили  в преследование остатков войск  противника. Бои переместились на восток и юго- восток от Данцига, куда отошли остатки разгромленных в боях за Данциг дивизий противника.
За время боёв на данцигском направлении  с момента ввода в бой по 30.3.45 г. дивизия вела почти  беспрерывные бои, преодолевая сопротивление противника. Разгромлены части 542, 7,35, 15, 83, 23, 252 пд и другие части. Взяты в плен 1315 солдат и офицеров, уничтожено большое количество техники противника, занято 49 населённых пунктов.
Бои отличались большим  упорством и ожесточением, противник на многочисленных  подготовленных рубежах, располагая  большим  количеством живой силы и техники,  цеплялся не только за каждый рубеж, но и каждое строение.
За время боёв на данцигском направлении дивизия трижды получила  благодарность Верховного Главнокомандующего  за овладение Прейсиш- Старгард,  Диршау  и  Данциг.
В боях с 23.3. по 31.3.45 г. дивизия понесла потери убитыми и ранеными 1089 человек .
4.4.45 г. 281  сд  переведена во второй эшелон 98 ск с задачей развить успех наступления 381 сд, наступавшей на Готтсвальде.  Части дивизии, ведя тяжёлые бои, вышли на подступы к  Вотсляфф и Готтсвальде.  Местность по сторонам шоссе была затоплена,  что затрудняло манёвр подразделений, пехота могла продвигаться только по шоссе, по которому противник сосредоточил сильный огонь.
В ночь на  8.4.45 г. 1066 сп захватил  часть  Готтсвальде,  1064 сп северную часть Вотсляфф и заняли оборону.  Части действовали ночными подразделениями. Противник, пытаясь восстановить положение, проводил интенсивные  артналёты,  предпринимал контратаки  с поддержкой самоходных орудий. 10.4.45 г дивизия очистила Готтсвальде,  продолжала действовать мелкими штурмовыми группами в районе Вотсляфф.
15.4.45 г. 98 ск переходит в подчинение 5-й гвардейской танковой армии и по приказу переходит к обороне на занимаемых рубежах.281 сд во втором эшелоне корпуса, до 30.4.45 г. дислоцируется в районе Клайн Вальдорф, Квадендорф, отражая атаки противника .
1.5-4.5.45 г части корпуса  обороняются на прежних рубежах, затем сдают участок обороны 54 ск 43 -й армии и  производят передислокации  в соответствии с приказами командования, 6.5 45 г. 98 ск переходит в подчинение  19-й армии.
9 мая 1945 года во всех частях и подразделениях проведены митинги по случаю Дня Победы.
На конец мая 45 г.  дивизия дислоцируется в районе Бельгард и занимается боевой подготовкой .
Расформирована 281-я дивизия летом 1945 г.

## Полное название
281-я стрелковая Любанская ордена Суворова дивизия

## Состав
- 1062-й стрелковый полк
- 1064-й стрелковый полк
- 1066-й стрелковый полк
- 816-й артиллерийский полк
- 341-й отдельный истребительно-противотанковый дивизион
- 358-я зенитная батарея (575-й отдельный зенитный артиллерийский дивизион) (до 25.05.1943)
- 360-я отдельная разведывательная рота
- 556-й отдельный сапёрный батальон
- 750-й отдельный батальон связи (754-я отдельная рота связи)
- 318-й отдельный медико-санитарный батальон
- 383-я отдельная рота химической защиты
- 231-я автотранспортная рота (731-й автотранспортный батальон)
- 503-я (145-я) полевая хлебопекарня (387-й полевой автохлебозавод)
- 146-й дивизионный ветеринарный лазарет
- 618-я полевая почтовая станция
- 651-я (657-я) полевая касса Государственного банка

## Подчинение
| Дата            | Фронт (округ)         | Армия             | Корпус                  | Примечания |
| --------------- | --------------------- | ----------------- | ----------------------- | ---------- |
| 01.08.1941 года | Северный фронт        | -                 | -                       | -          |
| 01.09.1941 года | Ленинградский фронт   | -                 | -                       | -          |
| 01.10.1941 года | Ленинградский фронт   | 8-я армия         | -                       | -          |
| 01.11.1941 года | Ленинградский фронт   | -                 | -                       | -          |
| 01.12.1941 года | Ленинградский фронт   | -                 | -                       | -          |
| 01.01.1942 года | Ленинградский фронт   | 54-я армия        | -                       | -          |
| 01.02.1942 года | Ленинградский фронт   | 54-я армия        | -                       | -          |
| 01.03.1942 года | Ленинградский фронт   | 54-я армия        | -                       | -          |
| 01.04.1942 года | Ленинградский фронт   | 54-я армия        | -                       | -          |
| 01.05.1942 года | Ленинградский фронт   | 54-я армия        | -                       | -          |
| 01.06.1942 года | Ленинградский фронт   | 54-я армия        | -                       | -          |
| 01.07.1942 года | Волховский фронт      | 54-я армия        | -                       | -          |
| 01.08.1942 года | Волховский фронт      | 54-я армия        | -                       | -          |
| 01.09.1942 года | Волховский фронт      | 54-я армия        | -                       | -          |
| 01.10.1942 года | Волховский фронт      | 54-я армия        | -                       | -          |
| 01.11.1942 года | Волховский фронт      | 54-я армия        | -                       | -          |
| 01.12.1942 года | Волховский фронт      | 54-я армия        | -                       | -          |
| 01.01.1943 года | Волховский фронт      | 54-я армия        | -                       | -          |
| 01.02.1943 года | Волховский фронт      | 54-я армия        | -                       | -          |
| 01.03.1943 года | Волховский фронт      | 54-я армия        | -                       | -          |
| 01.04.1943 года | Волховский фронт      | 54-я армия        | -                       | -          |
| 01.05.1943 года | Волховский фронт      | 54-я армия        | -                       | -          |
| 01.06.1943 года | Волховский фронт      | 54-я армия        | -                       | -          |
| 01.07.1943 года | Волховский фронт      | 54-я армия        | -                       | -          |
| 01.08.1943 года | Волховский фронт      | 54-я армия        | -                       | -          |
| 01.09.1943 года | Волховский фронт      | 54-я армия        | -                       | -          |
| 01.10.1943 года | Волховский фронт      | 54-я армия        | -                       | -          |
| 01.11.1943 года | Волховский фронт      | 54-я армия        | -                       | -          |
| 01.12.1943 года | Волховский фронт      | 54-я армия        | -                       | -          |
| 01.01.1944 года | Волховский фронт      | 54-я армия        | 115-й стрелковый корпус | -          |
| 01.02.1944 года | Волховский фронт      | 54-я армия        | 115-й стрелковый корпус | -          |
| 01.03.1944 года | Ленинградский фронт   | 8-я армия         | 115-й стрелковый корпус | -          |
| 01.04.1944 года | Ленинградский фронт   | -                 | 124-й стрелковый корпус | -          |
| 01.05.1944 года | Ленинградский фронт   | 21-я армия        | 124-й стрелковый корпус | -          |
| 01.06.1944 года | Ленинградский фронт   | 23-я армия        | 98-й стрелковый корпус  | -          |
| 01.07.1944 года | Ленинградский фронт   | 23-я армия        | 98-й стрелковый корпус  | -          |
| 01.08.1944 года | Ленинградский фронт   | 21-я армия        | 98-й стрелковый корпус  | -          |
| 01.09.1944 года | Ленинградский фронт   | 21-я армия        | 98-й стрелковый корпус  | -          |
| 01.10.1944 года | Резерв Ставки ВГК     | 2-я ударная армия | 98-й стрелковый корпус  | -          |
| 01.11.1944 года | 2-й Белорусский фронт | 2-я ударная армия | 98-й стрелковый корпус  | -          |
| 01.12.1944 года | 2-й Белорусский фронт | 2-я ударная армия | 98-й стрелковый корпус  | -          |
| 01.01.1945 года | 2-й Белорусский фронт | 2-я ударная армия | 98-й стрелковый корпус  | -          |
| 01.02.1945 года | 2-й Белорусский фронт | 2-я ударная армия | 98-й стрелковый корпус  | -          |
| 01.03.1945 года | 2-й Белорусский фронт | 2-я ударная армия | 98-й стрелковый корпус  | -          |
| 01.04.1945 года | 2-й Белорусский фронт | 2-я ударная армия | 98-й стрелковый корпус  | -          |
| 01.05.1945 года | 2-й Белорусский фронт | 2-я ударная армия | 98-й стрелковый корпус  | -          |

## Командование дивизии

### Командиры
- Шерстов, Семён Афанасьевич (10.07.1941 — 07.08.1941), полковник;
- Бурбо, Иван Васильевич (08.08.1941 — 23.08.1941), полковник;
- Шолев, Григорий Иванович (25.08.1941 — 28.12.1941), полковник;
- Кравцов, Иван Кондратьевич (29.12.1941 — 18.02.1943), полковник, с 10.11.1942 генерал-майор;
- Миляев, Леонид Михайлович (19.02.1943 — 11.03.1943), полковник;
- Кравцов, Иван Кондратьевич (12.03.1943 — 09.06.1943), генерал-майор;
- Пермяков, Николай Александрович (10.06.1943 — 02.07.1943), подполковник;
- Исаков, Георгий Павлович (03.07.1943 — 09.07.1944), полковник;
- Куреня, Пётр Агафонович (10.07.1944 — 09.05.1945), полковник.

### Начальники штаба
- Майор Воловик Яков Степанович
- Подполковник Данилюк Василий Данилович
- Полковник Миляев, Леонид Михайлович
- Полковник Пермяков Николай Александрович

### Заместители командира по политчасти
- Майор Фролов Борис Иосифович
- Майор Беляев Владимир Васильевич
- Батальонный комиссар, полковник  Диденко Николай Степанович

## Награды и почётные наименования

### Награды и почётные наименования 281-й стрелковой дивизии
| Награда (наименование)            | Дата                                                               | За что награждена |
| --------------------------------- | ------------------------------------------------------------------ | --- |
| Почётное наименование «Любанская» | Приказ Верховного Главнокомандующего СССР № 013 от 29.01.1944 года | В ознаменование одержанной победы и за отличие в боях за город Любань. |
| Орден Суворова II степени         | Указ Президиума Верховного Совета СССР от 17 мая 1945 года         | За образцовое выполнение боевых заданий командования в боях с немецкими захватчиками при овладении городом и крепостью Гданьск (Данциг) и проявленные при этом доблесть и мужество. |

### Части  281-й сд,  награждённые правительственными наградами и удостоенные почётных наименований за успешные боевые действия
| Наименование части, соединения                                                | За что представлена (представлен) | Дата награждения и приказ                             | Награда, звание                             |
| ----------------------------------------------------------------------------- | --------------------------------- | ----------------------------------------------------- | ------------------------------------------- |
| 1062 стрелковый полк 281-й стрелковой дивизии                                 | За овладение городом Эльбинг      | Приказ Верховного Главнокомандующего № 0061 5.4.45    | Присвоено почётное наименование Эльбингский |
| 1063 стрелковый полк 281-й стрелковой дивизии                                 | За овладение городом Эльбинг      | Приказ Верховного Главнокомандующего № 0061 5.4.45    | Присвоено почётное наименование Эльбингский |
| 816 артиллерийский полк 281 стрелковой дивизии                                | За овладение городом Эльбинг      | Приказ Верховного Главнокомандующего № 0061 5.4.45 г. | Присвоено почётное наименование Эльбингский |
| 1066 стрелковый полк 281 стрелковой дивизии                                   | За овладение городом Эльбинг      | Указ Президиума Верховного Совета СССР 5.4.45 г.      | Награждён Орденом Суворова III ст           |
| 341 отдельный истребительно — противотанковый дивизион 281 стрелковой дивизии | За овладение городом Эльбинг      | Указ Президиума Верховного Совета СССР 5.4.45 г.      | Награждён Орденом Александра Невского       |
| 1062 стрелковый полк 281-й стрелковой дивизии                                 | За овладение г. Диршау            | Указ Президиума Верховного Совета СССР                | Награждён Орденом Красного Знамени          |

Список отличившихся частей, их награды и присвоенные почётные наименования  указаны по документам 98-го стрелкового корпуса .

## Отличившиеся воины дивизии
| Награда | Ф. И. О.                     | Должность                                                | Звание            | Дата награждения                 | Примечания                                                                      |
| ------- | ---------------------------- | -------------------------------------------------------- | ----------------- | -------------------------------- | ------------------------------------------------------------------------------- |
|         | Андреев Анатолий Андреевич   | Наводчик орудия 816-го артиллерийского полка             | сержант           | 14.04.1944 21.08.1944 29.06.1945 |                                                                                 |
|         | Карпачев, Василий Тимофеевич | Командир орудия 1066-го стрелкового полка                | младший сержант   | 10.04.1945                       | Награждён посмертно, подвиг совершил в боях за город Эльбинг                    |
|         | Красичков, Григорий Иванович | Командир отделения 556-го отдельного сапёрного батальона | сержант           | 17.07.1944 10.03.1945 15.05.1946 | Пропал без вести в мае 1945                                                     |
|         | Мостовой, Владимир Иосифович | Командир батареи 816-го артиллерийского полка            | старший лейтенант | 21.07.1944                       | Подвиг совершил при штурме финского укреплённого узла Сийранмяки в июне 1944 г. |
|         | Хованский, Роман Петрович    | Стрелок 1064-го стрелкового полка                        | ефрейтор          | 24.05.1945                       | Подвиг совершил при штурме финского укреплённого узла Сийранмяки в июне 1944 г. |
|         | Эрджигитов, Туйчи            | Автоматчик 1064-го стрелкового полка                     | красноармеец      | 21.02.1944                       | Награждён посмертно, 5 октября 1943 г. закрыл телом амбразуру пулемётной ДОТ    |

## Памятники и мемориалы

Памятник воинам 23-й армии Ленинградского фронта

- На памятнике  воинам 23 армии Ленинградского фронта, участвовавшим в боях в июле 1944 года на реке Вуокса,  установленном  после окончания боевых действий по решению Военного Совета 23-й армии около посёлка  Барышево, Выборгского района Ленинградской области на высоте 44.5., за которую  шли бои,  на мемориальной плите увековечена 281-я стрелковая дивизия